# Alejandra Costamagna

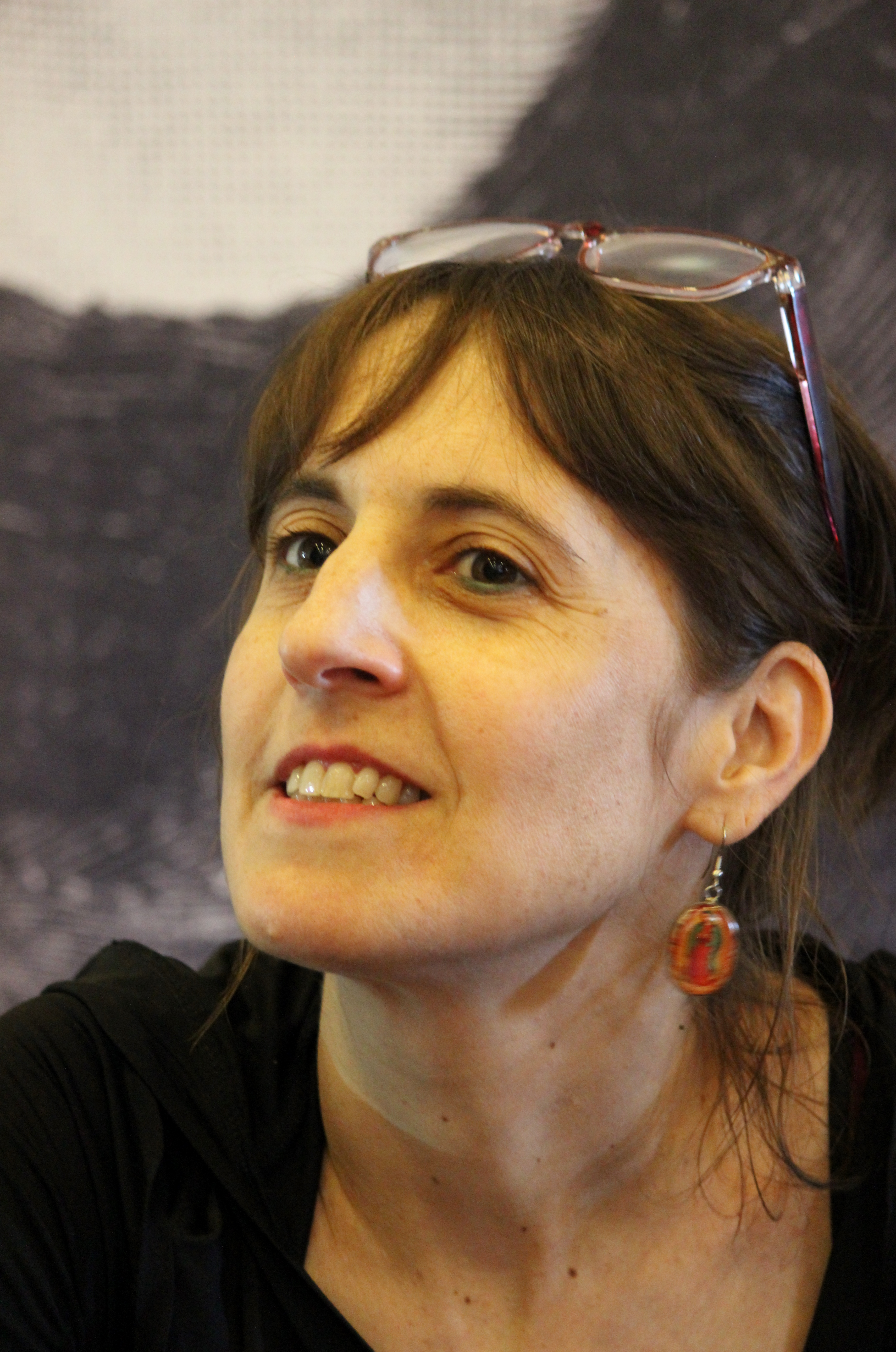
Alejandra Costamagna, 2018

Alejandra Costamagna Crivelli (* 1970 in Santiago de Chile) ist eine chilenische Schriftstellerin und Journalistin.

## Biografie
Costamagna Crivelli  studierte Journalismus an der Universität Diego Portales. Anschließend nahm sie an von Guillermo Blanco, Pía Barros, Carlos Cerda und Antonio Skármeta geleiteten literarischen Werkstätten teil. In der Folgezeit war sie als Redakteurin im Bereich „Kultur und Veranstaltungen“ der Zeitschrift La Nación tätig. Danach arbeitete sie für den Sender Rock & Pop, wo sie für die Programme Gente de mente (Leute mit Verstand) und Parque Forestal sin número (Waldpark ohne Zahl) zuständig war. Darauf folgte eine Tätigkeit als Redakteurin der Kulturzeitschrift Rocinante und der Onlinezeitschrift El Periodista. Derzeit ist Costamagna Crivelli Professorin an der Escuela de Periodismo der Universidad de Chile.
2008 erhielt Costamagna den Anna-Seghers-Preis, 2020 den Premio Atenea.

## Werke

### Romane und Erzählungen
- En voz baja. Novela. (LOM Ediciones, 1996). Primer premio Juegos Florales Gabriela Mistral, Chile 1996. Mención honrosa Premio Municipal de Literatura de Santiago, Chile 1997
- Ciudadano en retiro. Novela (Planeta, 1998)
- Malas noches. Cuentos. (Planeta, 2000)
- Cansado ya del sol. Novela (Planeta, 2002)
- Últimos fuegos. Cuentos (Ediciones B. 2005)
- Dile que no estoy. Novela (Planeta, 2007)

### Erzählungen in Gemeinschaftsausgaben
- Dedos para el piano. En Música ligera (Grijalbo, 1994)
- Micro. En Salidas de madre (Planeta, 1996)
- En el parque. En: Voces de eros (Mondadori, 1997)
- Espejo. En: Relatos y resacas (Planeta, 1997)
- Grito de Leningrado. En: Cuentos extraviados (Alfaguara, 1997)
- Los extranjeros. En: Líneas aéreas (Lengua de Trapo, 1999)
- Cucharitas. En: Alucinaciones.TXT (Memento vom 15. Februar 2008 im Internet Archive) (Puerto de escape, 2007)